# Pedro Lafuente
Pedro Lafuente   (Leintz-Gatzaga, 1891 - 1972) fou un tenor d'origen basc, tot i que la seva formació va tenir lloc a Buenos Aires seguint els ensenyaments del baríton Tullio Quarcia i el tenor Carlo Callione Romanini.

## Biografia
El seu debut musical tingué lloc al Teatre Coliseu de Buenos Aires el 1914 a l'òpera Pagliacci de Ruggero Leoncavallo. Dos anys després va estrenar a Roma, al Teatro Costanzi, diverses obres, entre les quals destaquen els seus papers amb Gabriella Besanzoni a Carmen de Georges Bizet, a Samson et Dalila de Camille Saint-Saëns, i a Aida de Giuseppe Verdi. L'èxit, però, li arribà al seu retorn a l'Argentina, on va cantar al Teatro Colón el 1919 i més endavant a les temporades 1932, 1937 i 1938.
Lafuente va exercir també a Barcelona, on la temporada 1927-1928 va encarnar Otello de Verdi al Gran Teatre del Liceu. A La Vanguardia se'l presentava com «el famós divo, el tenor de la veu d'or, que ocupa avui el primer lloc entre els més famosos tenors dramàtics del món».